# Лист із Польщі
Лист із Польщі (нід. Brief uit Polen) — документальний фільм режисера Маріуша Піліса, присвячений Смоленської катастрофі та впливу Росії в Центральній та Східній Європі. Прем'єра фільму відбулася 25 жовтня 2010 року на голландському громадському телебаченні VPRO в рамках серіалу «Атака на Європу» (нід. De aanval op Europa). Жодна з польських телестанцій не захотіла транслювати цей фільм.
У фільмі представлено, серед іншого: заяви експертів, які припускають, що розслідування катастрофи могло включати маніпуляції доказами та заявами представників сімей деяких жертв катастрофи. Автор критикує надання росіянам повної відповідальності за розслідування, вказуючи також на історію польсько-російських відносин. Він також цитує фрагменти аматорського фільму «Літак горить», знятого на мобільний телефон одразу після катастрофи. У фільмі виступають: Володимир Буковський, Віктор Ющенко, Зузанна Куртика, Едвард Лукас, Пьотр Наїмскі, Анджей Новак, Яцек Трзнадель, Томаш Сакевич, Вітольд Ващиковський, капітан Януш Вєцьковський, Броніслав Вільдштейн і Пшемислав Журавський і Граєвський.
У Польщі прем'єра фільму відбулася 23 листопада 2010 року в Люблінському католицькому університеті Івана Павла II, а також він був поширений в Інтернеті (бл. 600 000 переглядів на YouTube у версії з польськими субтитрами), як додаток до номера № 12 (920) «Gazeta Polska» від 23 березня 2011 р. накладом 139 300 примірників (на CD) та як додаток до номера № 18 (926) Gazeta Polska від 4 травня 2011 (на DVD разом із фільмом Я бачив єдину націю) накладом 141 200 примірників.
19 грудня 2010 фільм відбувся в Сіднеї, 27 лютого 2011 — у Лондоні, 22 травня 2011 — у Берліні.
5 квітня 2011 року вийшла друком книжка Маріуша Піліса та Артура Дмоховського з такою ж назвою, яка є розширенням матеріалу фільму.